# VTech Laser 100
Los ordenadores Laser 100 y Laser 110 son los primeros ordenadores domésticos fabricados por la compañía de Hong Kong VTech. Se pusieron a la venta en 1983 y fueron vendidos en Asia, Estados Unidos y Europa. 

## Datos Técnicos
- CPU Zilog Z80 a 3,58 MHz
- ROM 16 kB conteniendo un BASIC derivado de la implementación de Microsoft para el TRS-80
- RAM 2 kB del 100, 4 kB el 110, ambos ampliables a 64 kB
- Caja compacta (29 x 17 x 4 cm y 800 g de peso) en plástico blanco/crema con la zona del teclado en marrón. Todos los conectores en la trasera:
  - Alimentación 9 V
  - Jack de interfaz de casete
  - Conector RCA de video compuesto
  - Conector de borde de tarjeta para ampliaciones de memoria
  - Conector de borde de tarjeta para periféricos
  - Salida del modulador de televisión
- Teclado Teclado tipo chiclet como su competidor el Spectrum. QWERTY de 45 teclas. Además de las alfanuméricas dispone de CTRL y SHIFT a la izquierda y RETURN y SPACE a la derecha. La mayoría de las teclas tiene asignadas cuatro funciones
- Pantalla controlada por un chip de video Motorola 6847. Pese a que soporta 6 modos de texto y otros tantos gráficos, la escasa memoria y diseño hace que sólo estén disponibles 2 modos, ambos monocromos :
  - MODE 0 texto a 32 x 16
  - MODE 1 gráficos a 128 x 64
- Sonido pitidos, una voz y 3 octavas.
- Soporte casete a 600 baudios

## Varios
La primera gama de ordenadores Laser se basa en el diseño del TRS-80. Su ROM es una copia de la del Tandy, pero parcheada por las diferencias de hard (por ej. el chip gráfico que usan es el que usará el TRS-80 Color Computer) y para evitar demandas legales (su Microsoft Basic está alterado, con sentencias deshabilitada pero presentes en la ROM, aunque basta con parchear la tabla de vectores para habilitar varias). Por ello no se incluye habitualmente entre los compatibles TRS-80.
Diseñado con la economía en mente para poder competir con los ya baratos Sinclair ZX81, no sólo el exterior es barato. El acabado interior es de lo peorcito, con pegamento usado en lugar de conectores para el teclado, el condensador principal sujeto con adhesivo de doble capa al blindaje inferior, el blindaje superior con abundantes soldaduras que lo sujetan al inferior y al modulador, cubriendo todos los chips menos el gráfico, con lo que repararlo es muy complicado.
En Alemania se vendió como el VZ-100

## Fuente
- El Museo de los 8 Bits